# As Confissões

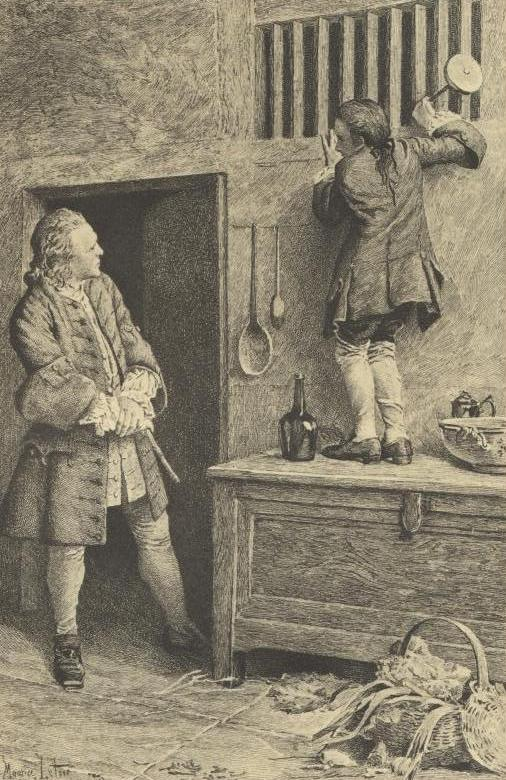
Edição Aldus de "The Stealing of The Apple", 1903

As Confissões é um livro autobiográfico de Jean-Jacques Rousseau. Nos tempos modernos, muitas vezes é publicada com o título As Confissões de Jean-Jacques Rousseau, a fim de distingui-lo de Confissões de Santo Agostinho. Cobrindo os primeiros 53 anos da vida de Rousseau, até 1765, foi concluído em 1769, mas não foi publicado até 1782, quatro anos após a morte de Rousseau, embora Rousseau tenha lido trechos de seu manuscrito publicamente em vários salões e outros locais de encontro.

## Contexto e conteúdo
As Confissões eram duas obras distintas, cada parte consistindo em seis livros. Rousseau alude a uma terceira parte planejada, mas nunca foi concluída. Embora o livro contenha imprecisões factuais - em particular, as datas de Rousseau estão frequentemente erradas, alguns eventos estão fora de ordem e outros são deturpados, incompletos ou incorretos Rousseau fornece um relato das experiências que moldaram sua personalidade e ideias. Por exemplo, algumas partes de sua própria educação estão claramente presentes em seu relato da educação ideal, Emílio, ou Da Educação.
O trabalho de Rousseau é notável como uma das primeiras autobiografias importantes. Antes de As Confissões, as duas grandes autobiografias eram as Confissões do próprio Agostinho e a Vida de si mesma de Santa Teresa. No entanto, ambas as obras enfocaram as experiências religiosas de seus autores; As Confissões foi uma das primeiras autobiografias em que um indivíduo escreveu sobre sua própria vida principalmente em termos de suas experiências mundanas e sentimentos pessoais. Rousseau reconheceu a natureza única de sua obra; começa com as famosas palavras: "Resolvi um empreendimento que não tem precedentes e que, uma vez concluído, não terá imitador. Meu propósito é mostrar à minha espécie um retrato fiel à natureza em todos os sentidos, e ao homem eu retratarei serei eu mesmo". Seu exemplo foi logo seguido: não muito depois da publicação, muitos outros escritores (como Goethe, Wordsworth, Stendhal, De Quincey, Casanova e Alfieri) escreveram suas próprias autobiografias de maneira semelhante.
As Confissões também é conhecido por seu relato detalhado dos momentos mais humilhantes e vergonhosos de Rousseau. Por exemplo, Rousseau relata um incidente quando, enquanto um criado, ele encobriu seu roubo de uma fita incriminando uma jovem - que estava trabalhando na casa - pelo crime. Além disso, Rousseau explica a maneira como se desfaz dos cinco filhos que teve com Thérèse Levasseur.

## Debate sobre a veracidade dasConfissões
De acordo com o historiador Paul Johnson, a autobiografia de Rousseau contém muitas imprecisões. Will e Ariel Durant escreveram que o debate sobre a veracidade do livro gira em torno da alegação de Rousseau de que Grimm e Diderot foram coniventes para dar uma descrição mentirosa de seu relacionamento com a sra. d'Épinay, sra. Sophie d'Houdetot e eles próprios. Conforme afirmado por Durant, a maioria das opiniões acadêmicas anteriores a 1900 era contra Rousseau, mas posteriormente vários estudiosos, incluindo Frederika Macdonald, Pierre-Maurice Masson, Mathew Johnson, Émile Faguet, Jules Lemaître e CE Vaughn chegaram a julgamentos a favor da veracidade de Rousseau.